# Progress M-08M
Progress M-08M (ryska: Прогресс М-08M) eller som NASA kallar den, Progress 40 eller 40P, var en rysk obemannad rymdfarkost som levererade förnödenheter, syre, vatten och bränsle till rymdstationen ISS. Den sköts upp med en Sojuz-U-raket från Kosmodromen i Bajkonur 27 oktober 2010 och dockade med ISS den 30 oktober.
Den lämnade stationen den 24 januari 2011 och brann upp i jordens atmosfär några timmar senare.

### Fotnoter
1. ↑  ”NASA Space Science Data Coordinated Archive” (på engelska). NASA. https://nssdc.gsfc.nasa.gov/nmc/spacecraft/display.action?id=2010-055A. Läst 1 mars 2020.
2. ↑  Manned Astronautics - Figures & Facts Arkiverad 24 augusti 2011 hämtat från the Wayback Machine., läst 15 juli 2016.